# 木之庄村
木之庄村（きのしょうむら）は、広島県深安郡にあった村。現在の福山市の一部にあたる。

## 地理
- 河川：吉津川[1]

## 歴史
- 1889年（明治22年）4月1日、町村制の施行により、深津郡木之庄村が単独で村制施行し、木之庄村が発足[1][2]。奈良津村、吉津村、木之庄村、本庄村の町村組合を結成し吉津村に役場を置く[1]。
- 1898年（明治31年）10月1日、郡の統合により深安郡に所属[1][2]。
- 1933年（昭和8年）1月1日、福山市に編入され廃止[1][2]。

## 産業
- 農業[1]